# Patrice Abanda
Patrice Abanda, född den 3 augusti 1978 i Yaoundé, Kamerun, är en kamerunsk fotbollsspelare. Vid fotbollsturneringen under OS 2000 i Sydney deltog han i det kamerunska lag som tog guld.